# احمد طالبی‌نژاد
احمد طالبی‌نژاد نویسنده و فیلم‌ساز ایرانی متولد نائین است.
او لیسانس ادبیات فارسی دارد و صاحب امتیاز و مدیر مسئول ماهنامه هفت بود که در سال ۱۳۸۶ لغو امتیاز شد. وی همچنین نویسنده مجلهٔ ماهنامه فیلم است.
طالبی‌نژاد چند فیلم کوتاه و مستند کارگردانی کرده است. فیلم بلند من بن لادن نیستم ساخته اوست. او به عنوان یک منتقد، اعتقاد دارد که فیلم‌های مربوط به زنان را، مردان بهتر می‌سازند. نمونه‌های موفق آن هم از سینمای مهرجویی و فرهادی و کامبوزیا پرتوی قابل ذکر است.

## نوشته‌ها
- در حضور سینما: تاریخ تحلیلی سینمای پس از انقلاب. تهران: انتشارات بنیاد سینمایی فارابی. ۱۳۷۷. شابک ۹۶۴-۶۶۳۴-۱۲-۵.
- تقوایی، ناصر (۱۳۹۲). به روایتِ ناصر تقوایی. تهران: زاوش. شابک ۹۷۸-۶۰۰-۶۸۴۶-۱۳-۲.
- از شما چه پنهان: خاطرات مطبوعاتی و سینمایی. تهران: نشر چشمه. ۱۳۹۳. شابک ۹۷۸-۶۰۰-۲۲۹-۳۷۲-۵.
- سینما اگر باشد: تاریخ تحلیلی سینمای پس از انقلاب. تهران: انتشارات روزنه. ۱۳۹۶. شابک ۹۷۸-۹۶۴-۳۳۴-۶۶۸-۳.
- کتاب موج نو یا سینمای ایران چگونه دگرگون شد. تهران: نشر چشمه. ۱۳۹۸. شابک ۹۷۸-۶۲۲-۰۱-۰۱۱۹-۲.
- سیلیِ نقد: گفت‌وگو با احمد طالبی‌نژاد. تهران: انتشارات روزنه. ۱۳۹۸. شابک ۹۷۸-۶۲۲-۲۳۴-۱۱۸-۳.